# Marea Aventură Lego
Marea Aventură Lego (titlul original: The Lego Movie) este un film fantastic, de aventură, comedie, 3D, american, de animație pe calculator distribuit de Warner Bros. Pictures. Generic: Chris Pratt, Will Ferrell, Elizabeth Banks, Will Arnett, Nick Offerman, Alison Brie, Charlie Day, Liam Neeson, și Morgan Freeman. Filmul este bazat pe construcțiile Lego lansat la 7 februarie 2014. Premiera românească a avut loc pe 14 februarie 2014, în 3D varianta dublată și subtitrată, fiind distribuit de Media Pro Distribution.
Filmul este dublat de Victor Slav, Jojo, Nicoleta Luciu, Pavel Bartoș și Mihai Bobonete.

## Acțiune
Marea aventură Lego spune povestea surprinzătoare a lui Emmet, un tip obișnuit să urmeze cu strictețe regulile, fără să se remarce prin ceva anume, dar care ajunge în centrul atenției după ce primește, din greșeală, titlurile de “persoană extraordinară” și “salvatorul planetei”. Astfel ajunge în compania unor străini curajoși alături de care pornește într-o călătorie epică pentru a opri distrugerea omenirii, călătorie pentru care Emmet este complet nepregătit.

## Coloana sonoră
Coloana sonoră a filmului a fost compusă de Mark Mothersbaugh, care a mai lucrat cu Lord și Miller la Stă să plouă cu chiftele și 21 Jump Street. Coloana sonoră Marea Aventură Lego conține majoritatea pieselor din film. Mai include și "Everything Is Awesome!!!" melodie compusă de Shawn Patterson (El Tigre: The Adventures of Manny Rivera și Robot Chicken), Joshua Bartholomew și Lisa Harriton (Jo Li) cântată de formația Tegan şi Sara alături de The Lonely Island, melodie utilizată în strategia de merchandsing a filmului. Coloana sonoră a fost lansată la 4 februarie 2014 de WaterTower Music.
Track listing
| Nr.             | Titlu                                     | Cântăreț(i)                                 | Lungime |  |
| 1.              | „Everything Is Awesome!!!”                | Tegan and Sara featuring The Lonely Island  | 2:43    |  |
| 2.              | „Prologue”                                |                                             | 2:28    |  |
| 3.              | „Emmet's Morning”                         |                                             | 1:59    |  |
| 4.              | „Emmet Falls in Love”                     |                                             | 1:11    |  |
| 5.              | „Escape”                                  |                                             | 3:27    |  |
| 6.              | „Into the Old West”                       |                                             | 1:00    |  |
| 7.              | „Wyldstyle Explains”                      |                                             | 1:21    |  |
| 8.              | „Emmet's Mind”                            |                                             | 2:17    |  |
| 9.              | „The Transformation”                      |                                             | 1:46    |  |
| 10.             | „Saloons and Wagons”                      |                                             | 3:38    |  |
| 11.             | „Batman”                                  |                                             | 1:23    |  |
| 12.             | „Middle Zealand”                          |                                             | 0:28    |  |
| 13.             | „Cloud Cuckooland and Ben the Spaceman”   |                                             | 1:25    |  |
| 14.             | „Emmet's Speech”                          |                                             | 2:02    |  |
| 15.             | „Submarines and Metalbeard”               |                                             | 1:49    |  |
| 16.             | „Requiem for Cuckooland”                  |                                             | 1:23    |  |
| 17.             | „Reaching the Kragle”                     |                                             | 2:35    |  |
| 18.             | „Emmet's Plan”                            |                                             | 1:54    |  |
| 19.             | „The Truth”                               |                                             | 3:16    |  |
| 20.             | „Wyldstyle Leads”                         |                                             | 2:46    |  |
| 21.             | „Let's Put It All Back”                   |                                             | 2:02    |  |
| 22.             | „I Am a Master Builder”                   |                                             | 2:48    |  |
| 23.             | „My Secret Weapon”                        |                                             | 4:19    |  |
| 24.             | „We Did It!”                              |                                             | 1:31    |  |
| 25.             | „Everything is Awesome!!!”                | Jo Li - Joshua Bartholomew și Lisa Harriton | 1:26    |  |
| 26.             | „Everything is Awesome!!! (Unplugged)”    | Shawn Patterson și Sammy Allen              | 1:24    |  |
| 27.             | „Untitled Self Portrait”                  | Will Arnett                                 | 1:08    |  |
| 28.             | „Everything is Awesome!!! (Instrumental)” |                                             | 2:41    |  |
| Lungime totală: | Lungime totală:                           | Lungime totală:                             | 58:10   |  |